# Prąd Falklandzki
Prąd Falklandzki – odnoga Prądu Wiatrów Zachodnich, płynąca wzdłuż Patagonii. Tak samo, jak Prąd Wiatrów Zachodnich, jest to prąd zimny.